# Tapeinostemon
Tapeinostemon,  biljni rod iz porodice Gentianaceae, smješten u tribus Saccifolieae. Na popisu je 8 vrsta na sjeveroistoku Južnoj Amerike.
Rod je opisan u Hooker's Journal of Botany and Kew Garden Miscellany 6: 194. 1854.

## Vrste
1. Tapeinostemon adulans J.R.Grant
2. Tapeinostemon breweri Steyerm. & Maguire
3. Tapeinostemon jauaensis Steyerm. & Maguire
4. Tapeinostemon longiflorus Maguire & Steyerm.
5. Tapeinostemon rugosus Maguire & Steyerm.
6. Tapeinostemon sessiliflorus (Humb. & Bonpl. ex Schult.) Pruski & S.F.Sm.
7. Tapeinostemon spenneroides Benth.
8. Tapeinostemon zamoranus Steyerm.

## Sinonimi
- Stahelia Jonk.; Meded. Bot. Mus. Herb. Rijks Univ. Utrecht, No. 41, 494 (1937), et in Rec. Trav. Bot. Neerl. 34: 494 (1937)